# Intercessio
Intercessio heette bij de Romeinen het recht (Ius intercessionis) van een magistraat om door het stellen van zijn veto een omstreden maatregel van een andere magistraat te vernietigen. 
Hiervoor diende de magistraat wel een maior (= hogere) of par potestas (gelijke bevoegdheid) te hebben. Enkele voorbeelden:
- een praetor kon zich verzetten tegen een maatregel van een andere praetor en tegen iedere andere lagere magistraat (quaestor, aedilis, …), maar niet tegen een consul, die in de cursus honorum hoger in rang stond;
- een consul kon zich verzetten tegen zijn collega en tegen iedere ondergeschikte magistraat;
- slechts de dictator was aan geen enkele intercessio blootgesteld.

De intercessio was enkel mogelijk op het terrein van het burgerlijk recht én binnen de administratieve grenzen van de stad Rome. 
De oorsprong van het ius intercessionis lag in het principe van de collegialiteit en had de initiële bedoeling machtsmisbruik te voorkomen. Een bijzondere vorm van intercessio was de intercessio tribunicia, waardoor tribuni plebis elke maatregel of actie die zij strijdig achtten met de belangen van de plebejers of van het volk in het algemeen konden verhinderen. Ook zij waren echter onderworpen aan het ius intercessionis van hun collegae.
Het ius intercessionis verloor zijn betekenis en raakte in onbruik toen het aan de keizers werd toegekend als onderdeel van hun tribunicia potestas.